# Bruxellien
Le Bruxellien fait partie de l'époque Éocène de l'ère Cénozoïque ou tertiaire (le bruxellien correspond à un âge d'environ 45 millions d'années), d'après Bruxelles, ville de Belgique.
Les sables du Bruxellien trouvent de nombreuses applications dans l'industrie et le bâtiment. En raison de la nature perméable de ces sables, l'eau de pluie a tendance à traverser la couche du bruxellien quand celle-ci affleure.